# ブーコリオーン
ブーコリオーン（古希: Βουκολίων, Būkoliōn）は、ギリシア神話の人物である。主にラーオメドーンの子のほか数人が知られている。長母音を省略してブコリオンとも表記される。以下に説明する。

## ラーオメドーンの子
このブーコリオーンは、トロイアー王ラーオメドーンの子とニュムペーのカリュベーの子。ブーコリオーンはラーオメドーンの長男で、泉のニュムペーのアバルバレエーとの間にアイセーポス、ペーダソスをもうけた。
一説にトロイア戦争のときトローイアの長老の1人だったが、ラーオメドーンとその子供たちはプリアモスを除いてヘーラクレースに殺されたともいわれる。2人の子供たちはトロイア戦争でエウリュアロスに討たれた。

## その他のブーコリオーン
- ヘーラクレイダイの1人クレスポンテースとアルカディア王キュプセロスの娘との子ホライアースの子で[5]、ピアロスの父[6][7][8]。
- アルカディア王リュカーオーンの子[9]。